# Aeroportul Kangerlussuaq
Aeroportul Kangerlussuaq (IATA: SFJ, ICAO: BGSF) este un aeroport din Qeqqata, Groenlanda ce deservește zona Kangerlussuaq⁠(d). A fost deschis în 1941 și numit după zona deservită.
Situat la o altitudine de 50 m, aeroportul dispune de 1 pistă. Este operat de Greenland Airport Authority⁠(d).

## Infrastructură

### Piste
Aeroportul dispune de o singură pistă. Pista 09/27 are suprafața de asfalt și dimensiunile 2.815 m × 60 m. 